# Lista de viagens presidenciais de Joe Biden
Esta é uma lista das viagens presidenciais realizadas por Joe Biden, que exerceu o cargo de 46º Presidente dos Estados Unidos de 20 de janeiro de 2021 a 20 de janeiro de 2025. 
No primeiro ano de seu mandato presidencial, Biden anunciou uma redução considerável na frequência de compromissos oficiais fora do Distrito de Colúmbia e em países estrangeiros devido principalmente às restrições sanitárias impostas pela pandemia de COVID-19. Portanto, desde sua posse em 20 de janeiro de 2021 até junho deste mesmo ano, Biden não realizou encontros pessoais com líderes estrangeiros ou mesmo viagens e eventos públicos em seu próprio país. A agenda de compromissos diplomáticos presidenciais foi retomada em junho de 2021, quando Biden reuniu-se com os demais chefes de governo do G7 para a realização da 47.ª Cúpula dos Países Desenvolvidos em Cornualha, Reino Unido. 
Ao longo de seu mandato, Biden realizou 20 viagens internacionais na qual visitou 27 diferentes países, sendo Reino Unido (7 viagens), Alemanha (3 viagens), Bélgica (2 viagens) e Japão (2 viagens) os destinos mais frequentes de suas visitas diplomáticas.

## Lista de viagens por país

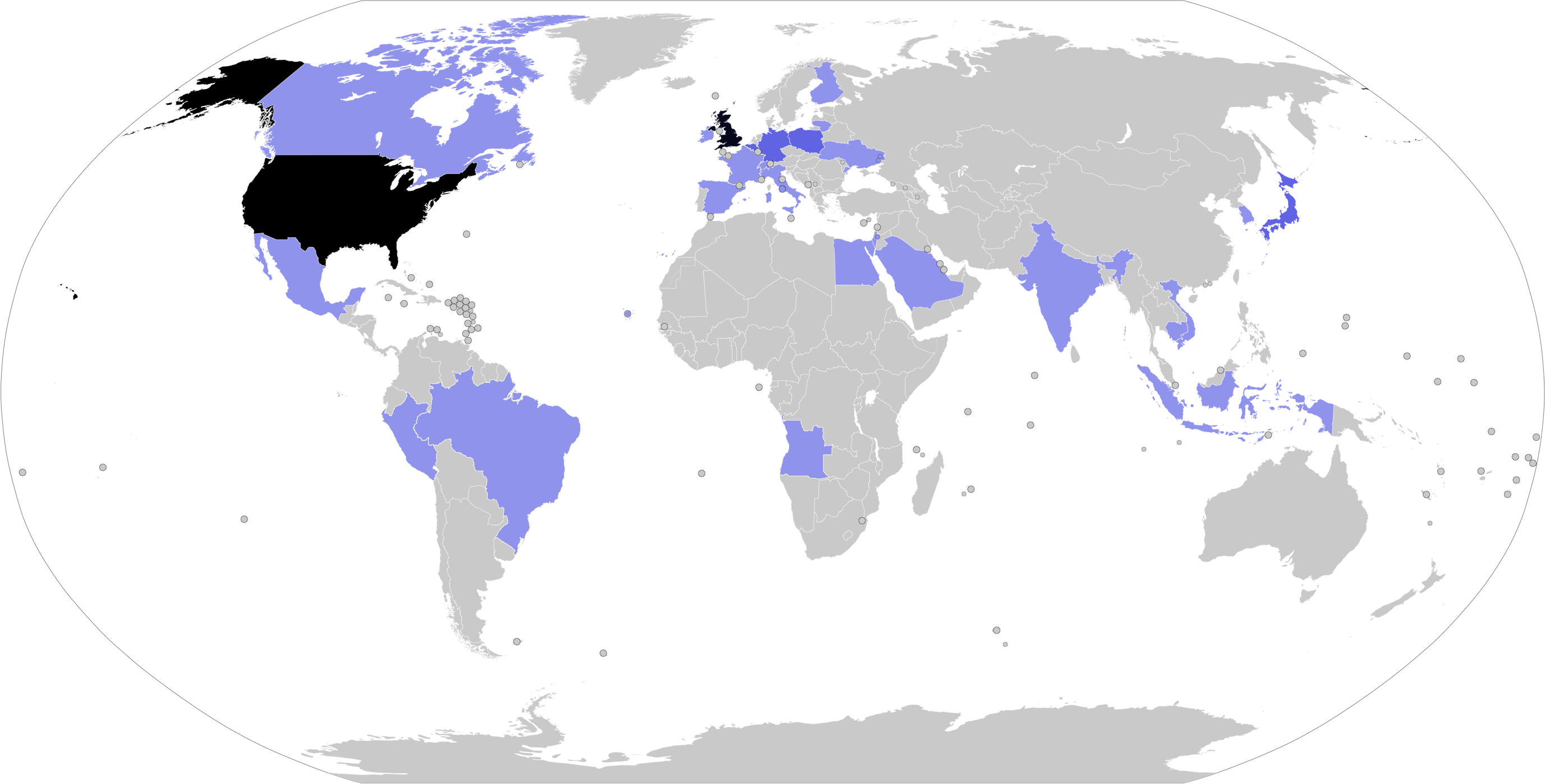
Países visitados por Joe Biden como Presidente dos Estados Unidos (2021–2025).

| Número de visitas | País                                                                                              |
| ----------------- | ------------------------------------------------------------------------------------------------- |
| 1 visita          | Arábia Saudita Brasil Cisjordânia Coreia do Sul Espanha Israel Itália Peru Polónia Suíça Vaticano |
| 2 visitas         | Alemanha Bélgica Indonésia Japão                                                                  |
| +5 visitas        | Reino Unido (7)                                                                                   |

## 2021
|   | País        | Cidade/Região                     | Período                     | Anfitrião         | Notas |
| - | ----------- | --------------------------------- | --------------------------- | ----------------- | --- |
| 1 | Reino Unido | Suffolk Cornualha Bodelva Windsor | 9-13 de junho               | Rainha Isabel II  | Em sua primeira viagem internacional presidencial, Biden participou da 47.ª reunião de cúpula do G7 no resort Carbis Bay Hotel, em St Ives, Cornualha. Posteriormente, o presidente estadunidense reuniu-se com a Rainha Isabel II no Castelo de Windsor e o Primeiro-ministro Boris Johnson. Biden e Johnson iriam lançar uma revisão da Carta do Atlântico que havia sido promulgada anteriormente por Franklin Roosevelt e Winston Churchill oitenta anos antes. No encerramento de sua passagem por território britânico, Biden reuniu-se com membros da Família real britânica e outros líderes regionais em visita ao Projeto Éden, em Bodelva. |
| 1 | Bélgica     | Bruxelas                          | 13-15 de junho              | Rei Filipe        | Em Bruxelas, Biden participou da 31ª reunião de cúpula da Organização do Tratado do Atlântico Norte (OTAN). Paralelamente, o presidente estadunidense reuniu-se com o Primeiro-ministro belga Alexander De Croo e foi recebido pelo Rei Filipe no Palácio Real de Bruxelas. Biden também teve reuniões bilaterais com líderes dos Estados Bálticos, o Secretário-geral da OTAN Jens Stoltenberg e o Presidente turco Recep Erdoğan. |
| 1 | Suíça       | Genebra                           | 15-16 de junho              | Ignazio Cassis    | Biden realizou uma viagem especial à Genebra, onde reuniu-se com o Presidente russo Vladimir Putin para realização de uma cimeira especial entre os dois países. Foi a primeira vez em que os dois líderes se reuniram como chefes de Estado de seus respectivos países. Na ocasião, Biden e Putin debateram temas como os efeitos socioeconômicos da corrente pandemia de COVID-19, o combate ao terrorismo cibernético e cooperação em áreas de globalização e tecnologias. Os dois líderes concordaram em estender em mais cinco anos a validado do pacto New START, que prevê a redução do uso de armas nucleares nas duas nações e seus aliados. |
| 2 | Vaticano    | Cidade do Vaticano                | 29 de outubro               | Papa Francisco    | Desembarcando no Aeroporto Internacional de Roma–Fiumicino, Biden foi recebido na residência oficial do embaixador estadunidense, Villa Taverna. No dia seguinte, o presidente estadunidense reuniu-se com o Papa Francisco no Palácio Apostólico e teve uma reunião bilateral com o Cardeal Secretário de Estado Pietro Parolin. |
| 2 | Itália      | Roma                              | 29 de outubro-1 de novembro | Sergio Mattarella | Biden reuniu-se com o Presidente italiano Sergio Mattarella no Palácio do Quirinal, o Primeiro-ministro Mario Draghi no Palácio Chigi e com o Presidente francês Emmanuel Macron no Palácio Farnésio (sede da embaixada francesa). No dia seguinte, Biden participou da Cúpula do G20 e liderou uma evento em apoio ao protagonismo feminino no mundo corporativo. Biden também reuniu-se com outros líderes europeus sobre uma possível retomada do acordo nuclear iraniano. |
| 2 | Reino Unido | Glasgow                           | 1-2 de novembro             | Boris Johnson     | Biden participou da COP26, encontrou-se com o Primeiro-ministro britânico Boris Johnson, a Primeira-ministra da Escócia Nicola Sturgeon e o Secretário-geral das Nações Unidas António Guterres. O presidente estadunidense também realizou reunião bilateral com o Presidente indonésio Joko Widodo. |

## 2022
|   | País          | Local                  | Período        | Anfitrião     | Detalhes |
| - | ------------- | ---------------------- | -------------- | ------------- | --- |
| 3 | Bélgica       | Bruxelas               | 23-25 de março |               | Biden participou de uma Cimeira Extraordinária na Sede da Organização do Tratado do Atlântico Norte para discutir a Invasão da Ucrânia pela Rússia. O presidente estadunidense também realizou reunião bilateral com o Presidente do Conselho Europeu, Charles Michel. Em 25 de março, Biden realizou encontro bilateral com a Presidente da Comissão Europeia, Ursula von der Leyen.                                                       |
| 3 | Polónia       | Rzeszów Varsóvia       | 25-26 de março | Andrzej Duda  | Biden encontrou-se com militares da 82.ª Divisão Aerotransportada. Em 26 de março, reuniu-se com o Presidente da Polônia Andrzej Duda no Palácio Presidencial e conheceu refugiados no Estádio Nacional de Varsóvia acompanhado do Primeiro-ministro Mateusz Morawiecki e do Prefeito de Varsóvia Rafał Trzaskowski. |
| 3 | Reino Unido   | Mildenhall             | 26 de março    |               | Na etapa final de sua viagem à Europa, Biden fez uma breve escala na base da Força Aérea Real em Mildenhall, onde discursou para militares ali instalados e visitou as acomodações. |
| 4 | Coreia do Sul | Seul                   | 20-22 de maio  | Yoon Suk-yeol | Em sua primeira visita de Estado ao continente asiático, Biden se reuniu com o Presidente da Coreia do Sul Yoon Suk-yeol em Seul e visitou a sede da Samsung Electronics, onde reforçou o interesse mútuo em colaboração tecnológica. |
| 4 | Japão         | Tóquio                 | 22-24 de maio  | Naruhito      | Na segunda etapa de sua viagem à Ásia, Biden reuniu-se com o Imperador Naruhito no Palácio Imperial de Tóquio e com o Primeiro-ministro Fumio Kishida no Palácio de Akasaka. Em seguida, o presidente estadunidense participou da Cúpula de Líderes do Diálogo de Segurança Quadrilateral e também realizou reuniões bilaterais com o Primeiro-ministro indiano Narendra Modi e o Primeiro-ministro australiano Anthony Albanese no Kantei. |
| 5 | Alemanha      | Garmisch-Partenkirchen | 25-28 de junho | Olaf Scholz   | |
| 5 | Espanha       | Madrid                 | 28-30 de junho | Rei Filipe VI | |

## 2023
|    | País        | Local                   | Período            | Anfitrião           | Detalhes |
| -- | ----------- | ----------------------- | ------------------ | ------------------- | --- |
| 9  | México      | Cidade do México        | 8-10 de janeiro    | López Obrador       | Biden desembarcou no Aeroporto Internacional General Felipe Ángeles e, em 9 de janeiro, teve reunião bilateral com o Presidente do México Andrés Manuel López Obrador. Acompanhado da Primeira-dama Jill Biden, Biden participou de um jantar de Estado trilateral juntamente com o Primeiro-ministro canadense Justin Trudeau no Palácio Nacional. Em 10 de janeiro, Biden e Trudeau realizaram uma reunião bilateral e participaram da 10ª Cúpula de Líderes da América do Norte. |
| 10 | Alemanha    | Berlim                  | 20-22 de fevereiro | –                   | Biden visitou brevemente a Base Aérea de Ramstein, onde o Força Aérea Um foi reabastecido. |
| 10 | Ucrânia     | Kiev                    | 20-22 de fevereiro | Volodymyr Zelenskyy | Biden chegou de trem à estação ferroviária Kyiv-Pasazhyrskyi, em Kiev, em uma visita não anunciada e reuniu-se com o Presidente da Ucrânia Volodymyr Zelenskyy e a Primeira-dama Olena Zelenska no Palácio Mariyinsky. Os dois líderes discursaram e realizaram coletiva de imprensa abordando a cooperação militar entre seus respectivos países bem como o impacto internacional da Invasão da Ucrânia pela Rússia e a subsequente guerra entre os dois países. Posteriormente, Biden e Zelenskyy visitaram o Mosteiro de São Miguel das Cúpulas Douradas, mosteiro medieval totalmente reconstruído após a Independência da Ucrânia em 1991. Biden também reuniu-se com funcionários diplomáticos na Embaixada dos Estados Unidos em Kiev. · |
| 10 | Polónia     | RzeszówPrzemyślVarsóvia | 20-22 de fevereiro | Andrzej Duda        | Biden viajou de trem de Kiev a Przemyśl e voou para o Aeroporto Rzeszów-Jasionka a bordo do Força Aérea Um. Em Varsóvia, o presidente estadunidense realizou uma reunião bilateral com o Presidente da Polônia Andrzej Duda e o Primeiro-ministro Mateusz Morawiecki na qual as delegações discutiram cooperação internacional no apoio à Ucrânia e a Expansão da OTAN. Paralelamente, Biden também teve uma reunião bilateral com a Presidente da Moldávia Maia Sandu e discursou sobre a Guerra Russo-Ucraniana nos jardins do Castelo Real de Varsóvia. Em 22 de fevereiro, acompanhado do Secretário-geral da OTAN Jens Stoltenberg, Biden reuniu-se com líderes dos Nove de Bucareste (B9).                                                |
| 11 | Canadá      | Ottawa                  | 23-24 de março     | Justin Trudeau      | Em sua primeira visita presidencial ao Canadá, país vizinho e principal aliado americano dos Estados Unidos, Biden desembarcou no Aeroporto Internacional de Ottawa e foi recebido pelo Primeiro-ministro Justin Trudeau e a Governadora-geral Mary Simon em 23 de março. No segundo dia de visita, Biden discursou perante o Parlamento do Canadá na Colina do Parlamento e anunciou maior rigidez nas políticas de imigração relativas à Fronteira Canadá-Estados Unidos. |
| 12 | Reino Unido | Belfast                 | 11-12 de abril     | Rishi Sunak         | |
| 12 | Irlanda     | Dublin                  | 12-14 de abril     | Michael D. Higgins  | |
| 13 | Japão       | Hiroshima               | 18-21 de maio      | Fumio Kishida       | |
| 14 | Reino Unido | LondresWindsor          | Carlos III         | 9-10 de julho       | Em sua sétima viagem ao Reino Unido, Biden desembarcou no Aeroporto de Londres Stansted, em Essex, e foi recebido por autoridades locais em 9 de julho. No dia seguinte, o presidente estadunidense reuniu-se com o Primeiro-ministro britânico Rishi Sunak em 10 Downing Street, onde ambos os líderes discutiram temas de interesse mútuo como cooperação militar na corrente Guerra Russo-Ucraniana, a situação econômica da Irlanda do Norte no contexto do Brexit e mudanças climáticas. No mesmo dia, Biden foi recebido com honras de Estado pelo Rei Carlos III no Castelo de Windsor, sendo este o primeiro encontro entre os dois líderes desde a coroação do monarca em maio daquele ano.                                            |

## 2024
|    | País       | Local                   | Período           | Anfitrião               | Detalhes |
| -- | ---------- | ----------------------- | ----------------- | ----------------------- | --- |
| 17 | França     | Ver-sur-MerParisBelleau | 5-9 de junho      | Emmanuel Macron         | Biden desembarcou no Aeroporto de Paris-Orly em 5 de junho para uma extensa viagem de Estado à França. No dia seguinte, a comitiva presidencial desembarcou no Aeroporto de Caen-Carpiquet e participou das comemorações do Dia D ao lado de autoridades e representantes de diversos países europeus. Na ocasião, Biden uniu-se a autoridades locais ao prestar homenagem aos combatentes estadunidenses sepultados no Cemitério Americano da Normandia. Em seguida, Biden teve uma reunião bilateral com o Presidente ucraniano Volodymyr Zelenskyy em Paris. Biden e a comitiva presidencial seguiram posteriormente para a Normandia, onde o presidente estadunidense discursou no marco histórico do Pointe du Hoc. Em 8 de junho, Biden e a Primeira-dama Jill Biden foram recebidos com honras pelo Presidente francês Emmanuel Macron para um jantar de Estado no Palácio do Eliseu.                                                                                 |
| 18 | Itália     | Fasano                  | 12-14 de junho    | Giorgia Meloni          | Biden reuniu-se com a Primeira-ministra italiana Giorgia Meloni e os líderes do G7 para a realização da 50.ª reunião de cúpula do G7 na estância mediterrânea de Borgo Egnazia. Durante a cimeira, Biden defendeu ativamente maior apoio logístico e financeiro dos países da União Europeia ao governo ucraniano mediante a Guerra Russo-Ucraniana, incluindo o treinamento de tropas e envio de suprimentos militares em um esforço conjunto. Paralelamente, Biden reuniu-se com o Presidente da Ucrânia Volodymyr Zelenskyy e ambos assinaram o "Acordo Bilateral de Segurança", que provê maior investimento do governo estadunidense no treinamento e preparo de tropas ucranianas no conflito. Segundo presidente da história estadunidense de confissão católica romana, Biden também teve um encontro privado com o Papa Francisco e ambos debateram temas como segurança alimentar, a crise de refugiados ucranianos e os impactos sociais das mudanças climáticas. |
| 19 | Alemanha   | Berlim                  | 17–18 de outubro  | Frank-Walter Steinmeier | |
| 20 | Peru       | Lima                    | 14–17 de novembro | Dina Boluarte           | Biden participou da Cimeira da APEC em Lima, no Peru, onde discursou sobre o comprometimento do governo estadunidense em conter a proliferação de armas nucleares e voltou a defender uma ação coordenada de países diante da crescente colaboração entre Rússia e Coreia do Norte, o que descreveu como "perigosa". Paralelamente, Biden teve reuniões bilaterais com o Primeiro-ministro japonês Shigeru Ishiba, o Presidente sul-coreano Yoon Suk-yeol e o Presidente chinês Xi Jinping. |
| 20 | Brasil     | ManausRio de Janeiro    | 17–19 de novembro | Lula da Silva           | Em sua primeira viagem ao Brasil como Presidente, Biden desembarcou no Aeroporto Internacional Eduardo Gomes, em Manaus, em 17 de novembro e fez um sobrevoo pelo encontro das águas que formam o rio Amazonas e o Jardim Botânico de Manaus – Adolpho Ducke, conhecido popularmente como Museu da Amazônia. Em seguida, Biden foi recebido por lideranças indígenas e anunciou o repasse de 50 milhões de dólares ao Fundo Amazônia, classificando a preservação ambiental como uma das bandeiras de sua extensa carreira como Senador e Vice-presidente. Na segunda etapa da viagem, Biden seguiu para o Rio de Janeiro, onde foi recebido pelo Presidente Lula da Silva e participou da Cúpula do G20. Na reunião, Biden defendeu um esforço coletivo global pela valorização da democracia, reforçou o compromisso estadunidense com a defesa da soberania ucrania no conflito com a Rússia e anunciou um pacote de medidas de contenção das mudanças climáticas.        |
| 21 | Cabo Verde | Espargos                | 2 de dezembro     | Ulisses Correia e Silva | Em sua primeira viagem presidencial ao continente africano, Biden realizou uma parada oficial em Cabo Verde, onde foi recepcionado pelo Primeiro-ministro Ulisses Correia e Silva no Aeroporto Internacional Amílcar Cabral. Na ocasião, Biden tornou-se o primeiro presidente estadunidense a visitar o país e destacou o interesse dos Estados Unidos em fortalecer a parceria com as nações africanas. A visita não inclui assinatura de atos oficiais ou tratados comerciais, mas Correia e Silva descreveu como "um ato histórico" que salienta o desejo de "uma paz duradoura e sustentável" no mundo. |
| 21 | Angola     | LuandaLobito            | 2–4 de dezembro   | João Lourenço           | Na segunda etapa da viagem pelo continente africano, Biden desembarcou no Aeroporto Internacional Dr. António Agostinho Neto, onde foi recebido formalmente pelo Ministro das Relações Exteriores Tete António. No dia seguinte, Biden foi recebido com honras de Estado pelo Presidente de Angola João Lourenço no Palácio Presidencial e ambos os líderes reafirmaram o interesse em cultivar relações comerciais e culturais mais duradouras entre os Estados Unidos e o continente africano. Na sequência de sua viagem, Biden visitou o Museu Nacional da Escravatura e participou de conferências empresariais no Porto do Lobito, em Benguela. Na ocasião, Biden destacou o investimento estadunidense na construção de uma ferrovia para escoar recursos minerais entre Angola, Tanzânia e República Democrática do Congo. |

## Eventos multilaterais
| Organização | Ano                                   | Ano                            | Ano                              | Ano                               |
| Organização | 2021                                  | 2022                           | 2023                             | 2024                              |
| --- | ------------------------------------- | ------------------------------ | -------------------------------- | --------------------------------- |
| AGNU (ONU) | 14 de setembro, Nova Iorque           | 13 de setembro, Nova Iorque    | 19 de setembro, Nova Iorque      | 24 de setembro, Nova Iorque       |
| APEC | 12 de novembro, (virtual) Auckland    | 18–19 de novembro, Banguecoque | 11–17 de novembro, São Francisco | 10–16 de novembro, Lima           |
| CLA (ASEAN) | 26-27 de outubro, Bandar Seri Begawan | 12-13 de novembro, Phnom Penh  | 6-7 de setembro, Jacartaa        | 10–11 de outubro, Vientiane       |
| G7 | 11-13 de junho, Carbis Bay            | 26-28 de junho, Schloss Elmau  | 19-21 de maio, Hiroshima         | 13-15 de junho, Fasano            |
| G20 | 30-31 de outubro, Roma                | 15-16 de novembro, Bali        | 9-10 de setembro, Nova Deli      | 18-19 de novembro, Rio de Janeiro |
| OTAN | 14 de junho, Bruxelas                 | 28-30 de junho, Madrid         | 11-12 de julho, Vilnius          | 9-11 de julho, Washington         |
| CdA (OEA) | —                                     | 6-10 de junho, Los Angeles     | —                                | —                                 |
| ██ = Evento futuro ou previsto ██ = Joe Biden não compareceu. ↑a Kamala Harris liderou a delegação estadunidense. |                                       |                                |                                  |                                   |